# Forest Hills Challenger 2007
Il Forest Hills Challenger 2007 è stato un torneo di tennis facente parte della categoria ATP Challenger Series nell'ambito dell'ATP Challenger Series 2007. Il torneo si è giocato a Forest Hills negli Stati Uniti dal 14 al 20 maggio 2007 su campi in terra verde.

## Vincitori

### Singolare
Paul Goldstein ha battuto in finale  Adrián García per walkover

### Doppio
Rajeev Ram /  Bobby Reynolds hanno battuto in finale  Patrick Briaud /  Sam Warburg con il punteggio di 6–3, 6–4